# Templul Mare din Satu Mare
Templul Mare din Satu Mare este un lăcaș de cult evreiesc din municipiul Satu Mare, localizat pe Str. Decebal nr. 6. El a fost construit între anii 1889-1892 în stil maur. Este denumit și Sinagoga de pe strada Decebal.
Ansamblul sinagogii din Satu Mare a fost inclus pe Lista monumentelor istorice din județul Satu Mare din anul 2015, având codul de clasificare  SM-II-a-B-05207  și fiind format din 2 obiective:
- Sinagoga - datând din 1889 și având codul SM-II-m-B-05207.01
- Casa de rugăciune - datând din 1889 și având codul SM-II-m-B-05207.02

## Comunitatea evreilor din Satu Mare
Prezența evreilor în orașul Satu Mare este atestată pentru prima dată în anul 1623, atunci când guvernatorul Transilvaniei, Gabriel Bethlen (1613-1629), permite stabilirea evreilor în Satu Mare.
În următoarele două secole, recensămintele din Satu Mare constată scăderea numărului evreilor din Satu Mare de la 2.573 în 1787 până la 0 în 1857. În anul 1842 evreii așchenazi au înființat oficial Comunitatea Evreilor din Satu Mare. În 1869 comunitatea evreilor din oraș se divide în evreii ortodocși (conservatori), evreii neologi (liberali) și evreii status-quo ante (independenți). Comunitatea status-quo s-a organizat în 1898, având atunci 120 de membri. În perioada 1903-1905 și-au construit o sinagogă și în 1906 și-au înființat propriul cimitir. Printre rabinii acestei comunități au fost: Alexandru Jordan (1903-1932), Josef Friedmann (1935-1944) și Ernö Klein (1946-1948).
În anul 1864 este deschisă prima școala evreiască din oraș, cu 100 de elevi (băieți și fete), care învățau ebraica și religie. În 1892 se deschide și prima școală de fete, ele neprimind însă educație iudaică. Acest lucru a făcut ca până la sfârșitul secolului al XIX-lea, 69% dintre evreii din localitate să fi absolvit o școală. Inițial învățământul se făcea în limba maghiară, dar din anul 1926 s-a renunțat la folosirea acesteia.
În perioada interbelică, evreii se ocupau cu activitatea comercială (ateliere de croitorie, fabrici de lumânări, fabrici de cărămidă, edituri) sau aveau profesii liberale (bancheri, avocați, medici). Dacă în 1919 erau 8.959 evrei în Satu Mare, în  1935 numărul lor crescuse la 12.000 evrei, pentru ca în 1941 să devină de 12.960 (ceea ce însemna o pondere de 24,9% din populația orașului).
Începerea celui de-al doilea război mondial și anexarea nordului Transilvaniei de către Ungaria ca urmare a Dictatului de la Viena (1940) a însemnat o perioadă de persecuție pentru populația evreiască din teritoriul ocupat. La 5 aprilie 1944 s-a instituit obligația ca evreii să poarte steaua galbenă, iar la 3 mai s-a înființat un ghetou în perimetrul delimitat de străzile Petöfi, Tompa, Avântului, Báthory, Martirilor Deportați, Zrinyi, Retezatului, Kert, Golescu, Károlyi Köz și Kogălniceanu. Acolo urmau să locuiască cei 18.863 evrei concentrați în oraș. În interval de o lună au fost deportați pe rând evreii din ghetou, astfel: 19.05 - 3.006 evrei, 22.05 - 3.300, 26.05 - 3.336, 29.05 - 3.306, 30.05 - 3.300 și 1.06 - 2.615 evrei .
După război, aproximativ 500 de evrei au revenit în oraș, lor adăugându-li-se și evrei din alte localități, astfel că în 1947 numărul lor a ajuns la 5.000. Odată cu instaurarea regimului comunist au fost desființate treptat școlile evreiești, copiii evrei învățând în școlile de stat. În anul 1950 locuiau în oraș 7.500 evrei. Numărul lor a început să scadă după ce statul comunist a permis emigrarea evreilor în Israel. Ca urmare a acestui exod, la recensământul populației din 1992 doar 205 mai locuiau pe teritoriul județului Satu Mare, dintre care 52 de persoane locuiau în municipiul Satu Mare.
În anul 1984 a avut loc, în prezența marelui rabin Moses Rosen, comemorarea a 40 de ani de la deportarea evreilor sătmăreni.
Satu Mare a fost unul din cele mai importante centre rabinice ale Transilvaniei, dinastia hasidică Satmar fiind una dintre cele mai cunoscute dinastii de rabini. Printre rabinii hasidici sătmăreni s-a numărat Joel Teitelbaum, marele rabin al orașului New York după cel de-al doilea război mondial.

## Istoric

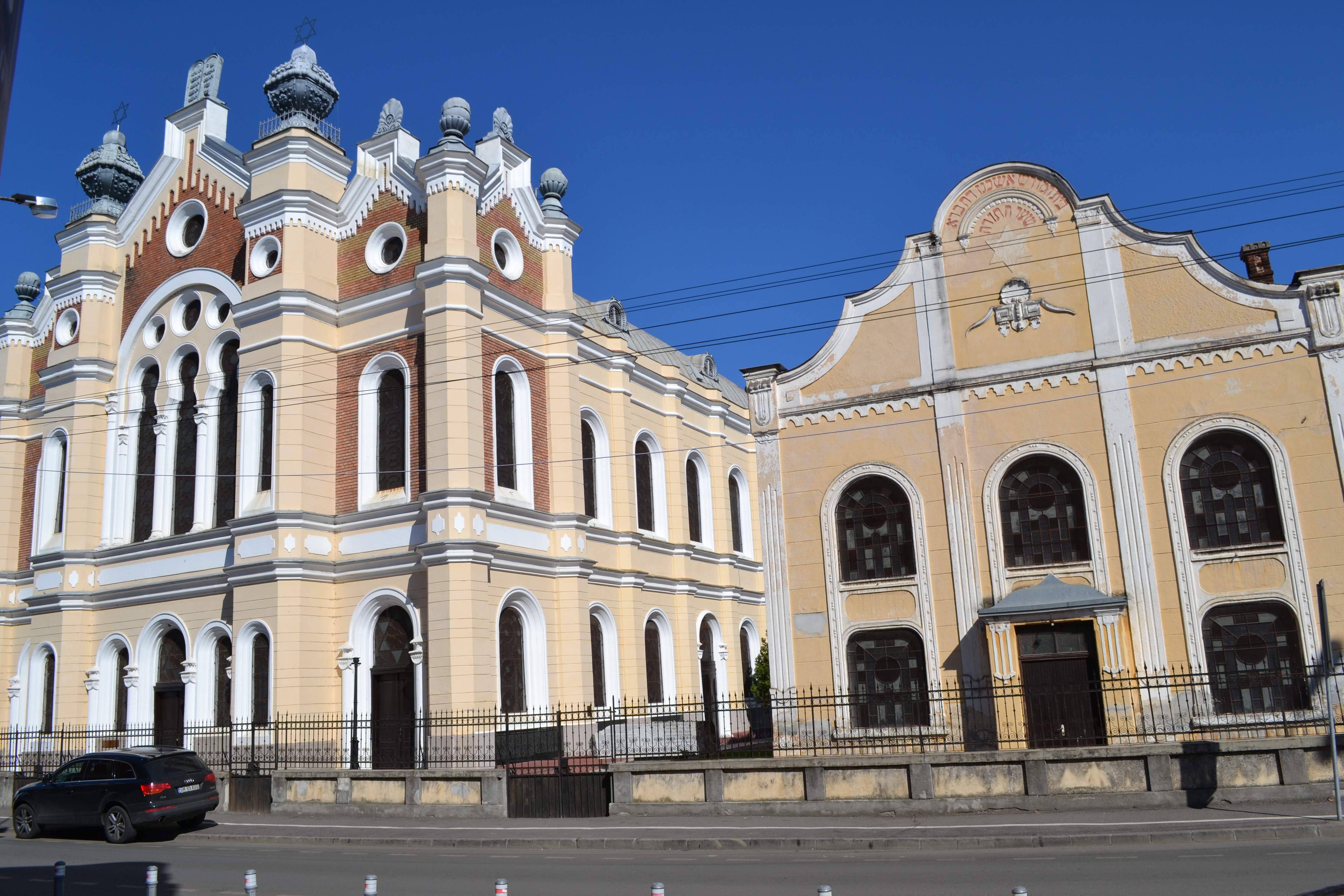
Templul Mare și sinagoga „Saare Tora”

Prima sinagogă din Satu Mare a fost construită între anii 1852 și 1858 pe str. Decebal. Pe locul ei a fost construit ulterior templul de astăzi.
Templul Mare a fost construit în perioada anilor 1889-1892 în stil maur, după planurile arhitectului maghiar Nándor Bach (1842-1905). El se asemănă ca proiect cu sinagogile din Oradea și Dej și are 846 de locuri, fiind dotat încă de la început cu o orgă.
Alături de Templul Mare, în oraș au mai funcționat și alte două sinagogi: Sinagoga din strada Țibleș (construită în 1912) și 
Sinagoga "Saare Tora" (construită în 1927), precum și 20 de case de rugăciuni. Ca rabini de Satu Mare au fost următorii: 
- rabinul-șef Benjamin Farkas Mandelbaum (1842-1897) - a luptat pentru menținerea ortodoxismului, fiind împotriva oricărei modernizări
- rabinul-șef Jehuda Grünwald (1897-1920) - a fost împotriva modernizării și a vorbirii limbii maghiare de către evrei; a publicat numeroase lucrări despre Psalmi, despre Pentateuh etc.
- rabinul-șef Eliezer David Grünwald (1920-1928)
- prim-rabinul Joel Teitelbaum (1934-1944)
- rabinul Naftali Halpert (1947-1982)

În anul 1927, lângă Templul Mare, a fost construită Sinagoga "Saare Tora", diferită ca stil de acesta. Astfel dacă templul este în stil maur, sinagoga (sau casa de rugăciune) este în stil baroc. Cele două clădiri situate una lângă cealaltă au funcționalități diferite: sinagoga este exclusiv o casă de rugăciune, pe când în Templu pot fi găzduite și alte activități culturale.
Începând din anul 1982 nu mai există rabin la Satu Mare, serviciile religioase fiind săvârșite de diverși oficianți dintre membrii comunității.
În anul 2004 în curtea sinagogilor de pe strada Decebal a fost dezvelit Monumentul Holocaustului din Satu Mare.
La 12 iunie 2005 pe zidul Sinagogii Mari a fost dezvelită o placă comemorativă pe care sunt trecute numele evreilor sătmăreni uciși în lagărele de exterminare de la Auschwitz-Birkenau în anul 1944. La această ceremonie au participat cantorul József Berger din Budapesta (care a ținut ceremonia religioasă), prefectul Radu Bud, președintele Comunității evreior din Brașov -Tiberiu Roth, acad. prof. dr. Virgil Enătescu și prof. Ioan Cornean, președintele Asociației refugiaților politici din România.
În lista sinagogilor din România publicată în lucrarea Seventy years of existence. Six hundred years of Jewish life in Romania. Forty years of partnership FEDROM – JOINT, editată de Federația Comunităților Evreiești din România în anul 2008, se preciza că Templul Mare din Satu Mare nu mai era în funcțiune.

## Arhitectura sinagogii
Templul Mare din Satu Mare este una din clădirile cele mai distinctive și originale din oraș. El este construit în stil maur (cu turnuri și turnulețe fațetate) și se remarcă prin monumentalitate. Este format din parter și un etaj.
Edificiul are o fațadă tripartită cu avancorp central pe care sunt marcate cele trei nave specifice unei mari sinagogi - nava centrală principală mai largă și navele laterale mai înguste .
Sinagoga "Saare Tora" este o clădire mai mică comparativ cu templul. Construită în stil baroc, ea are un volum interior mare. Pereții ei sunt zugrăviți simplu.